# Egymásra nézve
| Egymásra nézve                            | Egymásra nézve                            |
| Kattints az alábbi külső linkek egyikére! | Kattints az alábbi külső linkek egyikére! |
| ----------------------------------------- | ----------------------------------------- |
| Nem található szabad kép.(?)              |                                           |
| külső link · jogvédett                    | A film plakátja                           |

Az Egymásra nézve Makk Károly 1982-ben bemutatott filmje. A film forgatókönyve Galgóczi Erzsébet Törvényen kívül és belül című 1980-ban megjelent kisregénye alapján íródott. Az első magyar film volt, ami pozitív figuraként szerepeltetett leszbikus főhőst.

## Szereposztás
| Szerep                     | Színész                   | Magyar hangja (1. szinkron) |
| -------------------------- | ------------------------- | --------------------------- |
| Szalánczky Éva             | Jadwiga Jankowska-Cieślak | Bánsági Ildikó              |
| Kismányoki Lívia           | Grażyna Szapołowska       | Hernádi Judit               |
| Erdős elvtárs              | Jozef Kroner              | Szabó Gyula                 |
| Horváth Dönci, Lívia férje | Andorai Péter             | (n. a.)                     |
| Fiala újságíró             | Reviczky Gábor            | (n. a.)                     |
| Szklabonya                 | Bács Ferenc               | (n. a.)                     |
| Magda                      | Pogány Judit              | (n. a.)                     |
| Blindics őrnagy            | Szirtes Ádám              | (n. a.)                     |
| Téesz-elnök                | Ujlaki Dénes              | (n. a.)                     |
| Pincérnő                   | Igó Éva                   | (n. a.)                     |
| Vándor elvtárs             | Kun Vilmos                | (n. a.)                     |

- További szereplők: Antal Anette, Benkóczy Zoltán, Dégi István, Fáy Györgyi, Kamondy Ágnes, Kovács János, Makay Sándor, Oszkay Csaba, Pál Sándor, Székely B. Miklós

## A film díjai és jelölései
- Cannes-i fesztivál (1982) – Legjobb női alakítás (elnyerte): Jadwiga Jankowska-Cieślak
- Cannes-i fesztivál (1982) – Arany Pálma jelölés: Makk Károly